# Dasymutilla gloriosa

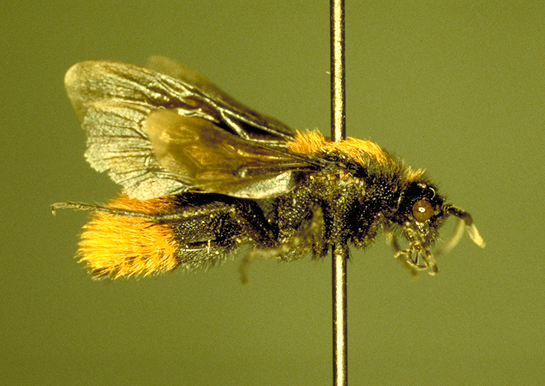
Самец

Dasymutilla gloriosa (лат.) — вид ос-немок (бархатных муравьёв) рода Dasymutilla из подсемейства Sphaeropthalminae (триба Pseudomethocini). Эндемик Северной Америки.

## Распространение
Северная Америка: Мексика (северо-восток), США (юго-запад: Калифорния, Айдахо, Невада, Техас). Пустынные области (Chihuahuan, Mojave, Peninsular, Sonoran).

## Описание
Мелкие пушистые осы-немки, длина тела около 1 см. Самки отличаются от близких видов длинным белым опушением, напоминающим некоторые семена с волосками. Например, креозотовый куст (Larrea tridentata из семейств Парнолистниковые), с которым имеют перекрывающиеся области распространения. Самцы в основном покрыты чёрными волосками (голова, ноги, низ и бока груди, передняя часть брюшка), кроме части тела, которая несёт оранжевое опушение на верхней части груди и задней половине брюшка. Мезосома самок длиннее своей ширины; пигидиум с отчётливыми бороздками. Характерен половой диморфизм: самки бескрылые, самцы крылатые. Паразиты в гнёздах жалящих перепончатокрылых насекомых, где они откладывают свои яйца в личинки хозяев этого гнезда. Личинки ос-немок питаются личинками хозяев в их гнёздах и там же окукливаются. Имаго питаются нектаром.
Вид был впервые описан в 1868 году швейцарским энтомологом Анри де Соссюром (Henri de Saussure, 1829—1905) под первоначальным названием Mutilla gloriosa Saussure, 1868 и в дальнейшем был неоднократно переописан под сведёнными в синонимы другими именами. Валидный статус вида был подтверждён в ходе ревизии группы в 2000-е годы американскими энтомологами Кевином Уилльямсом (англ. Kevin A. Williams) и Джеймсом Питтсом (James P. Pitts, оба из Университета штата Юта, Logan, Юта) и их соавторами. Таксон обладает сходством в окраске и опушении с видами Dasymutilla pseudopappus (Cockerell, 1895) и Dasymutilla thetis (Blake, 1886). Филогенетический анализ показал, что D. gloriosa и D. pseudopappus дивергировали от их ближайших родственников 5,4 и 10,0 млн лет, соответственно.